# Xã Carlinville, Quận Macoupin, Illinois
Xã Carlinville (tiếng Anh: Carlinville Township) là một xã thuộc quận Macoupin, tiểu bang Illinois, Hoa Kỳ. Năm 2010, dân số của xã này là 6.665 người.